# فالو دياني
فالو دياني (بالفرنسية: Fallou Diagne) (14 أغسطس 1989 داكار السنغال - ) هو لاعب كرة قدم سنغالي، يلعب كمدافع.

## وصلات خارجية
فالو دياني على موقع الاتحاد الأوربي (الإنجليزية)
- فالو دياني على موقع اتحاد تركيا (لاعب) (الإنجليزية)
- فالو دياني على موقع رابطة كرة القدم الفرنسية للمحترفين (الإنجليزية)
- فالو دياني على موقع قاعدة بيانات كرة القدم.إي يو (الإنجليزية)
- فالو دياني على موقع بيانات كرة القدم. دي إي (الألمانية)
- فالو دياني على موقع ناشيونال فوتبول تيمز (الإنجليزية)
- فالو دياني على موقع Soccerway.com (الإنجليزية)
- فالو دياني على موقع عالم كرة القدم.نت (الإنجليزية)
- فالو دياني على موقع AS.com (الإسبانية)